# Desa Babakansari (administrativ by i Indonesien, lat -6,96, long 108,22)
Desa Babakansari är en administrativ by i Indonesien.   Den ligger i provinsen Jawa Barat, i den västra delen av landet, 170 km sydost om huvudstaden Jakarta.